# Jim Hartung
Jim Hartung (Omaha, Nebraska, Estados Unidos, 7 de junio de 1960) es un gimnasta artístico estadounidense, medallista de bronde mundial en 1979 en el concurso por equipos.

## Carrera deportiva
En el Mundial de Fort Worth 1979 ganó el bronce por equipos —tras la Unión Soviética (oro) y Japón (plata)— siendo sus compañeros: Kurt Thomas, Bart Conner, Peter Vidmar, Larry Gerard y Tim LaFleur.
En los JJ. OO. celebrados en Los Ángeles en 1984 ganó la medalla de oro en el concurso por equipos —por delante de China y Japón, siendo sus compañeros: Bart Conner, Peter Vidmar, Mitchell Gaylord, Timothy Daggett y Scott Johnson—.